# Општина Виља Викторија (Мексико)
Виља Викторија (шп. Villa Victoria) општина је у Мексику у савезној држави Мексико. Општина се налази на надморској висини од 2600 м.

## Становништво
Према подацима из 2010. у општини је живело 94369 становника.

### Хронологија
| Година       | 2000                  | 2005                  | 2010                  |
| ------------ | --------------------- | --------------------- | --------------------- |
| Становништво | 74043 (36794 / 37249) | 77819 (38492 / 39327) | 94369 (46657 / 47712) |

### Попис
| \| \| м \| \| \| ж \| \| 0—2 \| 3.655 \| \| \| 3.559 \| \| 3—5 \| 3.841 \| \| \| 3.794 \| \| 6—11 \| 7.622 \| \| \| 7.593 \| \| 12—14 \| 3.354 \| \| \| 3.417 \| \| 15—17 \| 3.501 \| \| \| 3.427 \| \| 18—24 \| 6.536 \| \| \| 6.672 \| \| 60+ \| 2.423 \| \| \| 3.199 \| \| Просек : \| 24,1 \| \| \| 24,9 \| |       |  |  |       |
| |       |  |  |       |
| | м     |  |  | ж     |
| 0—2 | 3.655 |  |  | 3.559 |
| 3—5 | 3.841 |  |  | 3.794 |
| 6—11 | 7.622 |  |  | 7.593 |
| 12—14 | 3.354 |  |  | 3.417 |
| 15—17 | 3.501 |  |  | 3.427 |
| 18—24 | 6.536 |  |  | 6.672 |
| 60+ | 2.423 |  |  | 3.199 |
| Просек : | 24,1  |  |  | 24,9  |

| #   | Индикатор                                                                                        | Вредност |
| --- | ------------------------------------------------------------------------------------------------ | -------- |
| 1   | Становништво од 0 до 2 године                                                                    | 7214     |
| 2   | Мушко становништво од 0 до 2 године                                                              | 3655     |
| 3   | Женско становништво од 0 до 2 године                                                             | 3559     |
| 4   | Становништво са 3 и више година                                                                  | 86982    |
| 5   | Мушко становништво са 3 и више година                                                            | 42914    |
| 6   | Женско становништво са 3 и више година                                                           | 44068    |
| 7   | Становништво са 5 и више година                                                                  | 81872    |
| 8   | Мушко становништво са 5 и више година                                                            | 40366    |
| 9   | Женско становништво са 5 и више година                                                           | 41506    |
| 10  | Становништво са 12 и више година                                                                 | 64132    |
| 11  | Мушко становништво са 12 и више година                                                           | 31451    |
| 12  | Женско становништво са 12 и више година                                                          | 32681    |
| 13  | Становништво са 15 и више година                                                                 | 57361    |
| 14  | Мушко становништво са 15 и више година                                                           | 28097    |
| 15  | Женско становништво са 15 и више година                                                          | 29264    |
| 16  | Становништво са 18 и више година                                                                 | 50433    |
| 17  | Мушко становништво са 18 и више година                                                           | 24596    |
| 18  | Женско становништво са 18 и више година                                                          | 25837    |
| 19  | Становништво од 3 до 5 година                                                                    | 7635     |
| 20  | Мушко становништво од 3 до 5 година                                                              | 3841     |
| 21  | Женско становништво од 3 до 5 година                                                             | 3794     |
| 22  | Становништво од 6 до 11 година                                                                   | 15215    |
| 23  | Мушко становништво од 6 до 11 година                                                             | 7622     |
| 24  | Женско становништво од 6 до 11 година                                                            | 7593     |
| 25  | Становништво од 8 до 14 година                                                                   | 16850    |
| 26  | Мушко становништво од 8 до 14 година                                                             | 8443     |
| 27  | Женско становништво од 8 до 14 година                                                            | 8407     |
| 28  | Становништво од 12 до 14 година                                                                  | 6771     |
| 29  | Мушко становништво од 12 до 14 година                                                            | 3354     |
| 30  | Женско становништво од 12 до 14 година                                                           | 3417     |
| 31  | Становништво од 15 до 17 година                                                                  | 6928     |
| 32  | Мушко становништво од 15 до 17 година                                                            | 3501     |
| 33  | Женско становништво од 15 до 17 година                                                           | 3427     |
| 34  | Становништво од 18 до 24 године                                                                  | 13208    |
| 35  | Мушко становништво од 18 до 24 године                                                            | 6536     |
| 36  | Женско становништво од 18 до 24 године                                                           | 6672     |
| 37  | Женско становништво од 15 до 49 година                                                           | 23745    |
| 38  | Становништво са 60 и више година                                                                 | 5622     |
| 39  | Мушко становништво са 60 и више година                                                           | 2423     |
| 40  | Женско становништво са 60 и више година                                                          | 3199     |
| 41  | Однос између мушкараца и жена                                                                    | 97.79    |
| 42  | Становништво од нуле до 14 година                                                                | 36835    |
| 43  | Становништво од 15 до 64 године                                                                  | 53430    |
| 44  | Становништво од 65 година и више                                                                 | 3931     |
| 45  | Просечан број деце                                                                               | 3.02     |
| 46  | Становништво рођено у ентитету                                                                   | 91424    |
| 47  | Мушко становништво рођено у ентитету                                                             | 45445    |
| 48  | Женско становништво рођено у ентитету                                                            | 45979    |
| 49  | Становништво рођено у другом ентитету                                                            | 2576     |
| 50  | Мушко становништво рођено у другом ентитету                                                      | 1033     |
| 51  | Женско становништво рођено у другом ентитету                                                     | 1543     |
| 52  | Становништво од 5 година и више резидентно у ентитету у јуну 2005. године                        | 80152    |
| 53  | Мушко становништво старосног доба од 5 година и више, резидентно у ентитету у јуну 2005. године  | 39475    |
| 54  | Женско становништво старосног доба од 5 и више година, резидентно у ентитету у јуну 2005. године | 40677    |
| 55  | Становништво од 5 година и више које је живело у другом ентитету у јуну 2005. године             | 878      |
| 56  | Мушко становништво старије од 5 година које је живело у другом ентитету у јуну 2005. године      | 404      |
| 57  | Женско становништво старије од 5 година које је живело у другом ентитету у јуну 2005. године     | 474      |
| 58  | Становништво од 3 године и више које говори аутохтони језик                                      | 4933     |
| 59  | Мушко становништво старо 3 године и више које говори аутохтони језик                             | 2272     |
| 60  | Женско становништво старо 3 године и више које говори аутохтони језик                            | 2661     |
| 61  | Становништво од 3 године и више које говори аутохтони језик и не говори шпански језик            | 11       |
| 62  | Мушко становништво старо 3 године и више које говори аутохтони језик и не говори шпански         | 1        |
| 63  | Женско становништво старо 3 године и више које говори аутохтони језик и не говори шпански језик  | 10       |
| 64  | Становништво старо 3 године и више које говори аутохтони језик и шпански                         | 4650     |
| 65  | Мушко становништво старо 3 године и више које говори аутохтони језик и шпански                   | 2141     |
| 66  | Женско становништво старо 3 године и више које говори аутохтони језик и шпански                  | 2509     |
| 67  | Становништво од 5 година и више које говори аутохтони језик                                      | 4914     |
| 68  | Становништво од 5 година и више које говори аутохтони језик и не говори шпански језик            | 11       |
| 69  | Становништво од 5 година и више које говори аутохтони језик и говори шпански језик               | 4635     |
| 70  | Становништво у домородачким домаћинствима                                                        | 14080    |
| 71  | Становништво са ограничењима у активностима                                                      | 2960     |
| 72  | Становништво са ограниченим ходањем или кретањем, горе или доле                                  | 1495     |
| 73  | Становници са ограничењима вида, чак и уз кориштење сочива                                       | 781      |
| 74  | Становништво са ограничењима говора, комуникације или конверзације                               | 295      |
| 75  | Становништво са ограниченим слухом                                                               | 354      |
| 76  | Становништво са ограничењима при одевању, купању или јелу                                        | 118      |
| 77  | Становништво са ограничењима у опажању или учењу једноставних ствари                             | 133      |
| 78  | Становништво са менталним ограничењима                                                           | 270      |
| 79  | Становништво без ограничења активности                                                           | 90641    |
| 80  | Становништво од 3 до 5 година које не похађа школу                                               | 5546     |
| 81  | Мушко становништво од 3 до 5 година које не похађа школу                                         | 2766     |
| 82  | Женско становништво од 3 до 5 година које не похађа школу                                        | 2780     |
| 83  | Становништво од 6 до 11 година које не похађа школу                                              | 904      |
| 84  | Мушко становништво од 6 до 11 година које не похађа школу                                        | 455      |
| 85  | Женско становништво од 6 до 11 година које не похађа школу                                       | 449      |
| 86  | Становништво од 12 до 14 година које не похађа школу                                             | 1320     |
| 87  | Мушко становништво од 12 до 14 година које не похађа школу                                       | 573      |
| 88  | Женско становништво од 12 до 14 година које не похађа школу                                      | 747      |
| 89  | Становништво од 15 до 17 година похађа школу                                                     | 2385     |
| 90  | Мушко становништво од 15 до 17 година похађа школу                                               | 1274     |
| 91  | Женско становништво између 15 и 17 година живота у школи                                         | 1111     |
| 92  | Становништво од 18 до 24 године похађа школу                                                     | 851      |
| 93  | Мушко становништво од 18 до 24 године похађа школу                                               | 444      |
| 94  | Женско становништво од 18 до 24 године похађа школу                                              | 407      |
| 95  | Становништво од 8 до 14 година које не може да чита и пише                                       | 862      |
| 96  | Мушко становништво старосног доба од 8 до 14 година које не може да чита и пише                  | 478      |
| 97  | Женско становништво старосног доби од 8 до 14 година које не може да чита и пише                 | 384      |
| 98  | Становништво од 15 година и више које је неписмено                                               | 9898     |
| 99  | Мушко становништво од 15 година и више које је неписмено                                         | 3249     |
| 100 | Женско становништво од 15 година и више које је неписмено                                        | 6649     |
| 101 | Становништво старо 15 и више година без школовања                                                | 9178     |
| 102 | Мушко становништво старо 15 и више година без школовања                                          | 3064     |
| 103 | Женско становништво старо 15 и више година без школовања                                         | 6114     |
| 104 | Становништво старосног доба 15 и више година са непотпуним основним образовањем                  | 14183    |
| 105 | Мушко становништво старосног доба од 15 година и више са непотпуном основним образовањем         | 7126     |
| 106 | Женско становништво старосног доба 15 и више година са непотпуном основним образовањем           | 7057     |
| 107 | Становништво старо 15 и више година са комплетним основним образовањем                           | 13881    |
| 108 | Мушко становништво старо 15 година и више са комплетним основним образовањем                     | 6866     |
| 109 | Женско становништво старо 15 и више година са комплетним основним образовањем                    | 7015     |
| 110 | Становништво старосног доба 15 и више година са непотпуним средњим образовањем                   | 2766     |
| 111 | Мушко становништво старосног доба од 15 година и више са непотпуним средњим образовањем          | 1612     |
| 112 | Женско становништво старосног доба од 15 година и више са непотпуним средњим образовањем         | 1154     |
| 113 | Становништво старо 15 и више година са пуним секундарном образовањем                             | 12242    |
| 114 | Мушко становништво старосног доба од 15 година и више са пуним секундарном образовањем           | 6769     |
| 115 | Женско становништво старосног доба од 15 година и више са пуним секундарном образовањем          | 5473     |
| 116 | Становништво старије од 18 година са постосновним образовањем                                    | 4168     |
| 117 | Мушко становништво старије од 18 година са постосновним образовањем                              | 2198     |
| 118 | Женско становништво старије од 18 година са постосновним образовањем                             | 1970     |
| 119 | Просечна оцена школовања                                                                         | 5.55     |
| 120 | Просечан ниво образовања мушке популације                                                        | 5.98     |
| 121 | Просечан ниво образовања женског становништва                                                    | 5.14     |
| 122 | Економски активно становништво                                                                   | 30600    |
| 123 | Економски активна мушка популација                                                               | 24305    |
| 124 | Економски активна женска популација                                                              | 6295     |
| 125 | Становништво које није економски активно                                                         | 33085    |
| 126 | Мушко становништво које није економски активно                                                   | 6862     |
| 127 | Женско становништво које није економски активно                                                  | 26223    |
| 128 | Запослено становништво                                                                           | 29153    |
| 129 | Запослено мушко становништво                                                                     | 22946    |
| 130 | Запослено женско становништво                                                                    | 6207     |
| 131 | Незапослена популација                                                                           | 1447     |
| 132 | Незапослена мушка популација                                                                     | 1359     |
| 133 | Незапослена женска популација                                                                    | 88       |
| 134 | Становништво без права на здравствене услуге                                                     | 34873    |
| 135 | Становништво које има право на здравствене услуге                                                | 59140    |
| 136 | Становништво које има право на ИМСС                                                              | 2978     |
| 137 | Становништво које има право на социјално осигурање                                               | 773      |
| 138 | Становништво које има право на државно социјално осигурање                                       | 982      |
| 139 | Становништво које има право на опште осигурање или здравствено осигурање за нову генерацију      | 53632    |
| 140 | Становништво које је било једном или није било у браку током 12 година и више                    | 23477    |
| 141 | Венчано или уједињено становништво од 12 година и више                                           | 36073    |
| 142 | Становништво које је било у браку или уједињено 12 година и више                                 | 4419     |
| 143 | Становништво са католичком религијом                                                             | 84709    |
| 144 | Протестанти, еванђелисти и библијски следбеници различити од еванђелиста                         | 8551     |
| 145 | Становништво са другим религијама различитим од претходних                                       | 7        |
| 146 | Становништво без религије                                                                        | 198      |
| 147 | Укупно пописаних домаћинства                                                                     | 18684    |
| 148 | Пописна домаћинства на челу са мушкарцима                                                        | 15612    |
| 149 | Пописна домаћинства на челу са женама                                                            | 3072     |
| 150 | Становништво у пописним домаћинствима                                                            | 94221    |
| 151 | Становништво у пописним домаћинствима на челу са мушкарцима                                      | 81858    |
| 152 | Становништво у пописним домаћинствима на челу са женама                                          | 12363    |
| 153 | Укупно домаћинстава                                                                              | 22614    |
| 154 | Укупно насељених домаћинстава                                                                    | 18725    |
| 155 | Укупно приватних кућа                                                                            | 22573    |
| 156 | Насељени приватни домови                                                                         | 18684    |
| 157 | Укупно насељених приватних кућа                                                                  | 18724    |
| 158 | Ненасељене приватне куће                                                                         | 2346     |
| 159 | Појединачна домаћинства за привремену употребу                                                   | 1543     |
| 160 | Становници у насељеним приватним кућама                                                          | 94221    |
| 161 | Насељеност станара у приватним становима                                                         | 5.04     |
| 162 | Просечно становника по соби у приватним насељеним домаћинствима                                  | 1.52     |
| 163 | Појединачна домаћинства са подовима од различитих материјала од земље                            | 16974    |
| 164 | Појединачна домаћинства у приземљу                                                               | 1618     |
| 165 | Појединачна домаћинства са једном спаваћом собом                                                 | 7176     |
| 166 | Појединачна домаћинства са две спаваће собе и више                                               | 11409    |
| 167 | Појединачна домаћинства са једним собом                                                          | 975      |
| 168 | Појединачна домаћинства са две собе                                                              | 4277     |
| 169 | Појединачна домаћинства са 3 собе и више                                                         | 13330    |
| 170 | Појединачна домаћинства која имају електрично светло                                             | 17329    |
| 171 | Појединачна домаћинства која немају електрично светло                                            | 1248     |
| 172 | Појединачна домаћинства која имају водоводну воду у стамбеном простору                           | 9361     |
| 173 | Појединачна домаћинства која немају водоводну воду у стамбеном простору                          | 9223     |
| 174 | Појединачна домаћинства која имају тоалет                                                        | 11219    |
| 175 | Појединачна домаћинства која имају канализацију                                                  | 8462     |
| 176 | Појединачна домаћинства која немају канализацију                                                 | 9971     |
| 177 | Појединачна домаћинства која имају електрично светло, довод воде из јавне мреже и канализацију   | 5525     |
| 178 | Појединачна домаћинства без икаквих услова                                                       | 1793     |
| 179 | Појединачна домаћинства која имају радио                                                         | 11974    |
| 180 | Појединачна домаћинства која имају телевизор                                                     | 15304    |
| 181 | Појединачна домаћинства која имају фрижидер                                                      | 5666     |
| 182 | Појединачна домаћинства која имају машину за веш                                                 | 2671     |
| 183 | Појединачна домаћинства која имају аутомобил или комби                                           | 4583     |
| 184 | Појединачна домаћинства која имају рачунар                                                       | 691      |
| 185 | Појединачна домаћинства која имају фиксну телефонску линију                                      | 2257     |
| 186 | Појединачна домаћинства која имају мобилни телефон                                               | 6682     |
| 187 | Појединачна домаћинства која имају приступ интернету                                             | 212      |